# Sphaerodactylus sputator
Sphaerodactylus sputator este o specie de șopârle din genul Sphaerodactylus, familia Gekkonidae, descrisă de Sparrman 1784. Conform Catalogue of Life specia Sphaerodactylus sputator nu are subspecii cunoscute.

## Galerie

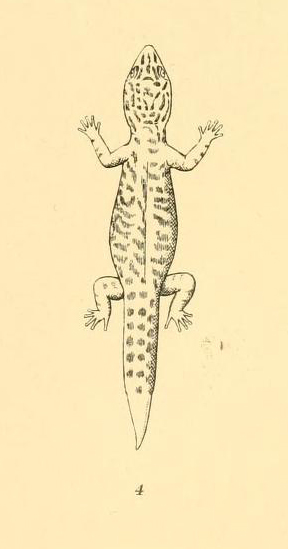